# Reino de Hungría
El Reino de Hungría (en húngaro: Magyar Királyság; en latín: Regnum Hungariae; en alemán: Königreich Ungarn; en eslovaco: Uhorské kráľovstvo; en rumano: Regatul Ungariei; en croata y serbio, Kraljevina Ugarska o Краљевина Угарска) fue un reino que existió en Europa Central desde el año 1000 hasta 1919, con una interrupción de cinco meses entre ese año y 1920 durante la cual existió la República Soviética Húngara. Tras el derrocamiento del régimen comunista se restauró el reino. Surgió en la actual Hungría occidental y se extendió, en su cénit, por el resto de la actual Hungría, Transilvania (hoy Rumania), Eslovaquia, Cárpato-Ucrania, Croacia (después Croacia-Eslavonia) y Voivodina (hoy Serbia).

## Introducción
El término "Reino de Hungría" se usa para referirse a aquella duradera configuración multiétnica de territorios distinguiéndola del moderno estado de Hungría, actualmente más pequeño y étnicamente homogéneo. Antes y durante el siglo XIX, el término húngaro designaba a cualquier habitante de ese Estado, independientemente de su etnicidad como sucede actualmente.
Los términos latinos "natio Hungarica" y "Hungarus" se referían a todos los nobles del reino, aunque según el Tripartitum de Esteban Werbőczy, se referían solo a los nobles del privilegiados, sujetos a la Santa Corona, independientemente de su origen étnico. Sin embargo, la conciencia de "Hungarus" (lealtad y patriotismo por encima de los orígenes étnicos) se dio entre todos los habitantes de ese Estado.
Los magiares tienden a enfatizar la continuidad del estado húngaro y consideran el reino de Hungría como una fase de su desarrollo histórico. La idea de continuidad se refleja en los símbolos nacionales y en las festividades nacionales, así como en la conmemoración oficial del milenio de historia en el año 2000. Según este punto de vista, el reino de Hungría fue en principio un país del pueblo magiar, aunque no se niegue ni menosprecie la presencia e importancia de otras nacionalidades.
El reino de Hungría fue junto con el de Inglaterra, Francia, Polonia, España y el Sacro Imperio Romano Germánico -reinos que en algunos casos ya han desaparecido como regímenes monárquicos- una de las potencias europeas de la Baja Edad Media y parte de la Edad Moderna.

## Historia

### Edad Media
El reino de Hungría comenzó su historia cuando Esteban I, Gran príncipe de los húngaros, fue coronado rey en 1000/1001. El luego canonizado san Esteban inició reformas radicales para convertir el país en un estado feudal occidental, fortaleciendo la autoridad central, y en un reino cristiano apoyando a la Iglesia católica con la cristianización forzosa. Fue el primero de los 57 reyes que tendrá Hungría a lo largo de más de un milenio de existencia.
En un primer momento las guerras civiles, los levantamientos paganos y los continuos intentos del Sacro Imperio Romano por expandirse en la zona, fragmentaron la autoridad de la nueva monarquía. Resistió los ataques de tribus bárbaras de Oriente, como los cumanos y pechenegos, que fueron repelidos por los reyes Salomón, Geza I y san Ladislao I (r. 1077-1095), que finalmente logró estabilizar el reino. Rico en tierras de cultivo y en depósitos de plata, oro y sal, el reino se convirtió en el objetivo preferido de los colonos de Europa occidental. Su llegada contribuyó al desarrollo de Esztergom, Székesfehérvár y muchos otros asentamientos. Situada en la encrucijada de importantes rutas internacionales, Hungría se benefició de diferentes culturas. En su territorio se alternaron arquitecturas románica, gótica (y luego renacentista), así como obras literarias latinas, católicas, ortodoxas e incluso islámicas o no cristianas. El latín era el idioma de la legislación, la administración y la justicia, pero en Hungría coexistía un «pluralismo lingüístico» que contribuyó a la supervivencia de varios idiomas, entre ellos la gran variedad de dialectos eslavos.
Tras la muerte del rey de Croacia en 1091, Colomán (r. 1095-1116) se convirtió también en rey de Croacia y después de él, los reyes de Hungría heredaron ese título, aunque ambos reinos se mantuvieron autónomos. El reino fue dirigido en sus primeros tres siglos por la dinastía de Árpád.
El reino húngaro enfrentó al Imperio bizantino en varias oportunidades en guerras como la del rey Geza II de Hungría entre 1148 y 1155, tras la que el emperador Manuel I Comneno consiguió extender la influencia bizantina bajo el reinado de Bela III de Hungría (r. 1176-1196), hijo de Géza II. Posteriormente la debilidad de Bizancio ante los turcos hizo que, concentrado en su propia defensa contra los ejércitos otomanos, ese imperio perdiera interés en Hungría.
Entre 1217 y 1221 el reino de Hungría participó en la Quinta cruzada, encabezada personalmente por el rey Andrés II. El predominio de territorios sujetos directamente al soberano aseguró en un principio una posición preeminente de los reyes de Hungría, pero la posterior enajenación de tierras y el surgimiento de grupos de pequeños terratenientes pronto los pusieron en dificultades. Fueron esos nobles locales quienes obligaron a Andrés II a otorgar su Bula de Oro de 1222, «uno de los primeros ejemplos de limitación constitucional de un monarca europeo».
En 1241-1242 sufrió la invasión de los mongoles de Batú Kan, que arrasaron el país y diezmaron la población. Esto forzó al rey Bela IV (r. 1235-1270) a reconstruir el Estado y a crear una línea de defensa de más de 100 castillos a lo largo de la frontera oriental del reino. Se favoreció el asentamiento de grupos de cumanos y jasicos en las tierras centrales de Hungría y llegaron nuevos colonos de Moravia, Polonia y otros países vecinos. 
En 1301 murió Andrés III de Hungría, último miembro de los Árpad. Después de un corto período de interregno, cuando los señores más poderosos compitieron por el control y tras una transición caótica, ascendió al trono en 1307 Carlos I Roberto (r. 1308-1342), de la Casa de Anjou-Sicilia. El nuevo monarca restableció el entonces debilitado poder real y venció a los caudillos nobles en ese momento cada vez más poderosos. A su muerte, en 1342, tras un largo reinado, lo sucedió su hijo mayor Luis I (r. 1342-1382), que llevó al reino a su máximo apogeo, dirigiendo campañas militares contra el Gran Ducado de Lituania, el sur de Italia y otros territorios circundantes y que al heredar el trono de su tío el rey polaco, al final de su reinado se convirtió también en rey de Polonia. Se abrieron muchas minas de oro y plata y a finales del siglo XV ya representaban un tercio de la producción mundial.
Desde el reinado de Luis I el Grande los húngaros lucharon contra los turcos otomanos que realizaban incursiones invasivas en Europa. Posteriormente, el rey Segismundo de Hungría llegó a ser soberano de Polonia, de Bohemia y del Sacro Imperio Romano Germánico, siendo la figura más importante en la Europa de su tiempo y debiendo enfrentar nuevamente a los turcos. En las décadas siguientes, el talentoso comandante János Hunyadi lideró los enfrentamientos con los otomanos. Su victoria en Belgrado en 1456 estabilizó la frontera sur del reino durante casi cincuenta años.
El primer rey de Hungría sin antepasados dinásticos fue Matias Corvino (r. 1458-1490), quien dirigió varias campañas exitosas y también se convirtió en rey de Bohemia y duque de Austria utilizando su Ejército Negro. Bajo su reinado, Hungría se convirtió en la primera nación europea en adoptar el estilo renacentista italiano.

### El Renacimiento

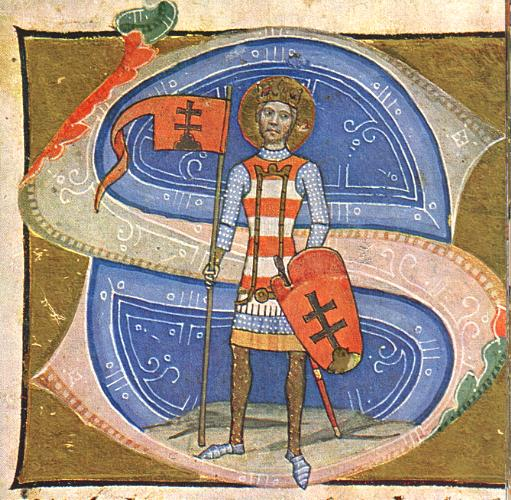
Esteban I de Hungría

Bajo el reinado de Matías Corvino (1458-1490), Hungría fue el primer reino europeo, después de Italia, en adoptar el Renacimiento, con lo que tuvo un impulso cultural y tecnológico superior al de cualquier otra nación europea de su tiempo. Sin embargo, para 1526, tras la derrota en la batalla de Mohács y la muerte del rey Luis II de Hungría, el reino cayó en el olvido y la ocupación turca otomana generó una constante situación de guerras y defensas de ciudades y fortalezas en el país, hasta que 1541 cayó Buda, capital del reino.
El reino húngaro se dividió en tres partes: una controlada por los Habsburgo y el Sacro Imperio, otra el Vilayato de Buda, dominado por los turcos y una tercera independiente, pero vasalla de los otomanos, conocida como Principado de Transilvania. Esta situación continuó hasta 1686, cuando los ejércitos cristianos aliados de los europeos liberaron al reino de la ocupación turca y pronto lo reunificaron bajo la figura del emperador germánico como su rey.

### El Principado de Transilvania
Tras la derrota sufrida en Mohács en 1526, el conde Juan de Zápolya, voivoda de Transilvania, se hizo coronar como rey húngaro, y al mismo tiempo Fernando I de Habsburgo, hermano del emperador germánico, también fue coronado monarca de Hungría. Ambos monarcas actuaron como antirreyes por un tiempo hasta la muerte de Szapolyai, cuando Fernando se hizo con el poder, y a partir de entonces solo la Casa de Habsburgo ostentó la corona del reino.
La región de Transilvania se convirtió, con el hijo de Szapolyai, Juan Segismundo de Zápolya, en el Principado Independiente de Transilvania, y a partir de este siguió irradiando la cultura húngara en medio del caos político-administrativo. Algunos Príncipes de Transilvania llevaron a cabo guerras independentistas contra los Habsburgo, a fin de reunificar el Reino de Hungría bajo una figura húngara, pero como vasallos del sultán turco. Las guerras de los Príncipes Esteban Bocskai y Gabriel Bethlen fracasaron y el reino continuó prácticamente dividido hasta 1686, cuando los ejércitos germánicos del emperador Leopoldo I de Habsburgo irrumpieron en Hungría y expulsaron a los turcos otomanos. El Principado de Transilvania fue disuelto tal y como había sido creado dentro del reino húngaro, y la figura del Príncipe desapareció.
Antes de este proceso, los dos últimos Príncipes de Transilvania, Emérico Thököly y Francisco Rákóczi II, hicieron guerras independentistas para obtener la independencia del poder de los Habsburgo, pero todas fracasaron como las de sus predecesores.

### Hungría reunificada

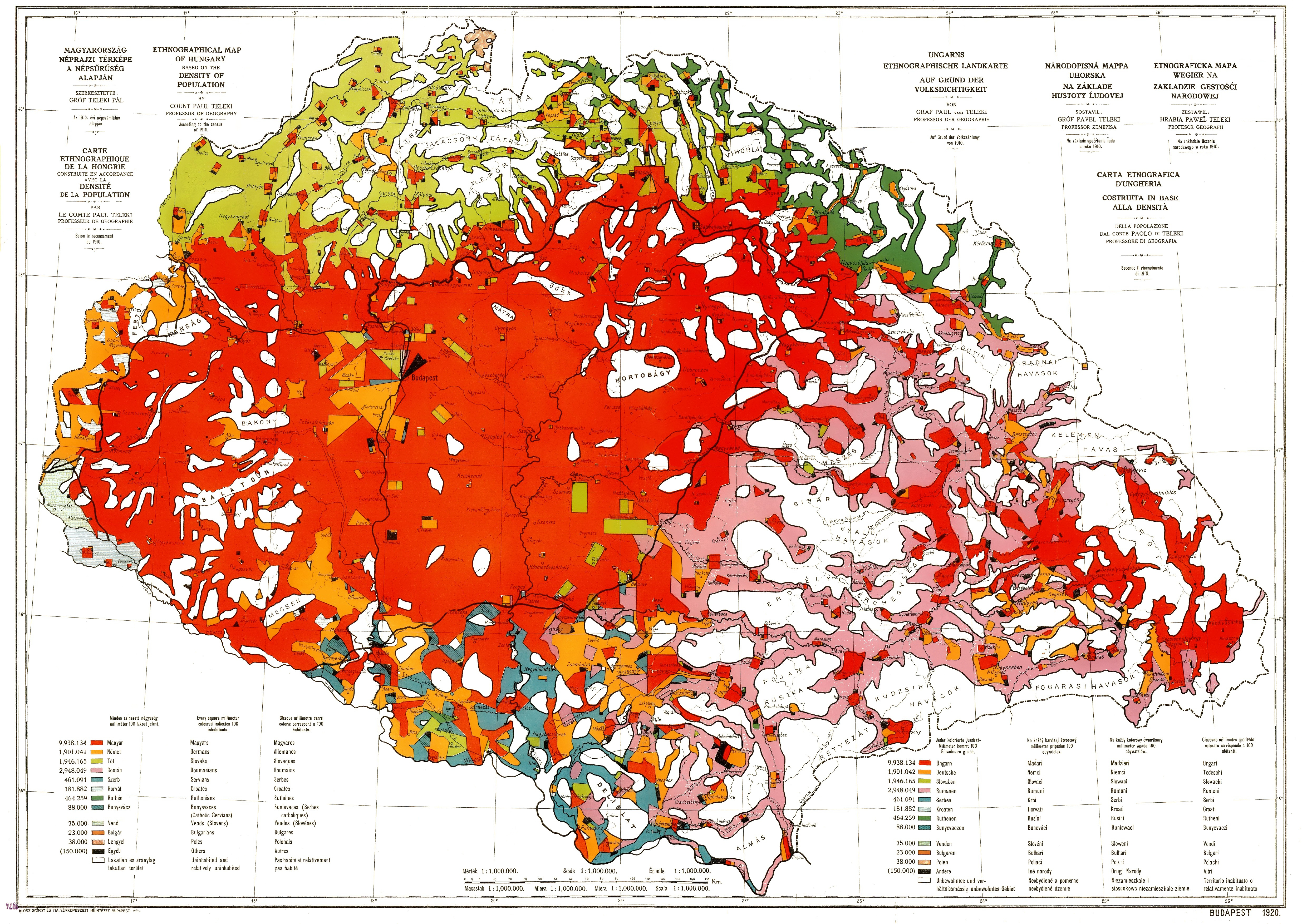
Mapa etnográfico de Hungría en 1910.

El reino fue reunificado bajo la figura del monarca germánico y pronto le siguió un proceso de reoccidentalización y germanización por el emperador germánico y rey húngaro. Sus descendientes, la Reina María Teresa I de Austria y su hijo José II de Habsburgo, intensificaron dicho proceso, manteniendo muy cerca de ellos el reino y en muchas ocasiones marginando a los aristócratas húngaros. Tras la disolución del Sacro Imperio Romano Germánico por Napoleón Bonaparte, iniciado el siglo XIX, surgió el Imperio austríaco con el emperador Francisco I de Austria, quien era al mismo tiempo también rey de Hungría y de Bohemia.
En 1848, se llevó a cabo una protesta, promovida por el nacionalismo húngaro, que culminó en una revolución húngara contra el dominio austriaco. Esta falló igual que las anteriores guerras de independencia. Tras una serie de derrotas austriacas, contra Cerdeña en 1859 y Prusia e Italia en 1866 (guerra austro-prusiana), una comitiva de nobles húngaros se reunieron con el emperador Francisco José reclamando una mayor participación en los asuntos de Estado, surgiendo así, el Compromiso austrohúngaro, y dando paso a la formación del Imperio austrohúngaro (un Estado federal dual), declarado en 1867, del que Francisco José I fue el emperador.

### Primera mitad delsigloXIX
El absolutismo ilustrado terminó en Hungría bajo el sucesor de Leopoldo, Francisco II (gobernó entre 1792 y 1835), que desarrolló una aversión casi anormal al cambio, lo que llevó a Hungría a décadas de estancamiento político. En 1795, la policía húngara arrestó a Ignác Martinovics y a varios de los principales pensadores del país por planear una revolución de tipo jacobino para instalar un sistema político radicalmente democrático e igualitario en Hungría. A partir de entonces, Francisco resolvió extinguir cualquier chispa de reforma que pudiera encender la revolución. La ejecución de los presuntos conspiradores silenció a cualquier defensor de la reforma entre los nobles, y durante unas tres décadas las ideas reformistas quedaron confinadas a la poesía y la filosofía. Los magnates, que también temían que la afluencia de ideas revolucionarias pudiera precipitar un levantamiento popular, se convirtieron en un instrumento de la corona y aprovecharon la oportunidad para agobiar aún más a los campesinos.
En 1804, Francisco II, que también era emperador del Sacro Imperio Romano Germánico y gobernante de las demás tierras dinásticas de la dinastía de los Habsburgo, fundó el Imperio de Austria en el que se incluían Hungría y todas sus demás tierras dinásticas. De este modo, creó una estructura formal para la monarquía de los Habsburgo, que había funcionado como una monarquía compuesta durante unos trescientos años antes. Él mismo se convirtió en Francisco I, el primer Emperador de Austria (Kaiser von Österreich), gobernando desde 1804 hasta 1835, por lo que más tarde fue nombrado el único Doppelkaiser (doble emperador) de la historia. El funcionamiento de la estructura general y el estatus de las tierras que componían el nuevo Kaiserthum' se mantuvieron en un principio como en la monarquía compuesta que existía antes de 1804. Esto se demostró especialmente en el estatus del Reino de Hungría, cuyos asuntos siguieron siendo administrados por sus propias instituciones (Rey y Dieta) como lo habían sido bajo la monarquía compuesta, en la que siempre se había considerado un Reino separado. El artículo X de 1790, que se añadió a la constitución de Hungría durante la fase de la monarquía compuesta, utiliza la expresión latina "Regnum Independens". Por lo tanto, en la nueva situación, ninguna institución imperial participaba en su gobierno interno.

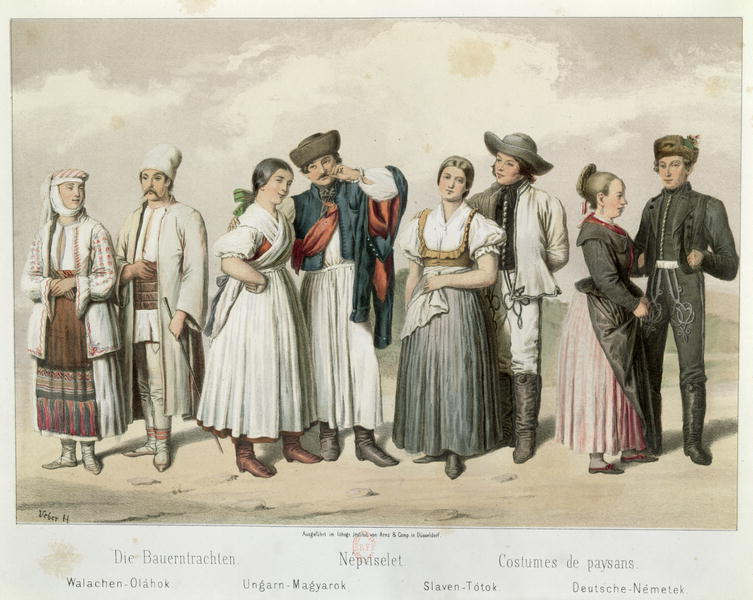
Trajes de los habitantes del Reino de Hungría en 1855: campesinos de etnia rumana, húngara (magiar), eslovaca y alemana

A principios del siglo XIX, el objetivo de los productores agrícolas húngaros había pasado de la agricultura de subsistencia y la producción a pequeña escala para el comercio local a la producción a gran escala generadora de dinero para un mercado más amplio. Las mejoras en las carreteras y vías navegables redujeron los costes de transporte, mientras que la urbanización en Austria, Bohemia y Moravia y la necesidad de suministros para las guerras napoleónicas impulsaron la demanda de alimentos y ropa. Hungría se convirtió en un importante exportador de grano y lana. Se desbrozaron nuevas tierras y los rendimientos aumentaron al mejorar los métodos de cultivo. Sin embargo, Hungría no se benefició plenamente del auge porque la mayor parte de los beneficios fueron a parar a los magnates, que los consideraban no como un capital para invertir sino como un medio de añadir lujo a sus vidas. A medida que aumentaban las expectativas, bienes como el lino y la plata, antes considerados lujos, se convirtieron en necesidades. Los magnates adinerados no tenían muchos problemas para equilibrar sus ingresos y gastos, pero muchos nobles menores, temerosos de perder su posición social, se endeudaron para financiar sus gastos.
La derrota final de Napoleón trajo consigo la recesión. Los precios del grano se desplomaron al caer la demanda, y la deuda atrapó a gran parte de la nobleza menor de Hungría. La pobreza obligó a muchos nobles menores a trabajar para ganarse la vida, y sus hijos ingresaron en instituciones educativas para formarse como funcionarios o profesionales. El declive de la nobleza menor continuó a pesar de que en 1820 las exportaciones de Hungría habían superado los niveles de la época de la guerra. A medida que un mayor número de nobles menores obtenía diplomas, la burocracia y las profesiones se saturaron, dejando sin trabajo a un gran número de graduados descontentos. Los miembros de esta nueva intelligentsia se enamoraron rápidamente de las ideologías políticas radicales procedentes de Europa Occidental y se organizaron para realizar cambios en el sistema político húngaro.
Francisco rara vez convocaba a la Dieta, normalmente sólo para solicitar hombres y suministros para la guerra, sin escuchar quejas. Las dificultades económicas hicieron que el descontento de los nobles menores llegara a su punto álgido en 1825, cuando Francisco convocó finalmente la Dieta tras un paréntesis de catorce años. Se expresaron las quejas y se hicieron llamamientos abiertos a la reforma, incluyendo la demanda de una menor interferencia real en los asuntos de los nobles y un mayor uso de la lengua húngara.
La primera gran figura de la era de las reformas surgió durante la convocatoria de la Dieta de 1825. El conde István Széchenyi, magnate de una de las familias más poderosas de Hungría, conmocionó a la Dieta al pronunciar el primer discurso en húngaro que se pronunció en la cámara alta y apoyó una propuesta de creación de una academia húngara de artes y ciencias comprometiendo los ingresos de un año para mantenerla. En 1831, unos nobles enfadados quemaron el libro de Szechenyi Quema de libros. El libro de Szechenyi Hitel (Crédito), en el que argumentaba que los privilegios de los nobles eran tanto moralmente indefendibles como económicamente perjudiciales para los propios nobles. Szechenyi pedía una revolución económica y argumentaba que sólo los magnates eran capaces de llevar a cabo las reformas. Szechenyi era partidario de establecer un fuerte vínculo con el Imperio de los Habsburgo y pedía la abolición de la servidumbre y la imposición de impuestos a los terratenientes, la financiación del desarrollo con capital extranjero, la creación de un banco nacional y la introducción del trabajo asalariado. Inspiró proyectos como la construcción del puente colgante que unía Buda y Pest. Las iniciativas de reforma de Szechenyi acabaron fracasando porque estaban dirigidas a los magnates, que no estaban dispuestos a apoyar el cambio, y porque el ritmo de su programa era demasiado lento para atraer a los nobles menores descontentos.

### Edad Contemporánea
El Reino húngaro participó de la Primera Guerra Mundial y en 1920, tras su derrota, se le aplicó el tratado de Trianón, que privó al reino del 70 % de su territorio y lo otorgó a Rumania, Yugoslavia y Checoslovaquia, dejando así a muchos húngaros como minorías en los Estados recientemente formados.
El debilitamiento económico en Hungría entre las dos guerras fue canalizado y corregido por el regente Nicolás Horthy, quien condujo al Reino en la Segunda Guerra Mundial al lado de las potencias del Eje. Si bien no era de postura pronazi, Horthy se vio forzado a pactar su participación en la guerra y posteriormente a aceptar la ocupación alemana. En 1945, tras la entrada del ejército soviético en el Sitio de Budapest, Hungría pasó a la esfera de influencia soviética y el Reino fue eliminado de inmediato, en favor de la república de orientación soviética.

### Anexo: Reyes y reinas consortes de Hungría
| Imagen | Escudo | Inicio                      | Fin                                          | Nombre rey | Título(s) | Imagen | Nombre reina | Inicio                                         | Fin                                         | Casa                         |
|        |        | ?                           | 854                                          | Ügyek | • Príncipe de los húngaros |        | Desconocida | ?                                              | ?                                           | Arpad (904-1301)             |
|        |        | 858                         | 895                                          | Álmos | • Príncipe de Hungría |        | Desconocida | ?                                              | ?                                           | Arpad (904-1301)             |
|        |        | ca. 895                     | 907                                          | Árpad el Conquistador (hijo de Álmos) | • Príncipe de Hungría |        | Desconocida | ?                                              | ?                                           | Arpad (904-1301)             |
|        |        | 907                         | 947                                          | Zolta (hijo de Árpad) | • Príncipe de Hungría |        | Hija de Menumorut | ?                                              | ?                                           | Arpad (904-1301)             |
|        |        | 947                         | 955                                          | Falicsi (nieto de Árpad) | • Príncipe de Hungría |        | Desconocida | ?                                              | ?                                           | Arpad (904-1301)             |
|        |        | 955                         | 972                                          | Taksony (hijo de Zolta) | • Príncipe de Hungría |        | Una mujer cumana | ?                                              | ?                                           | Arpad (904-1301)             |
|        |        | 971                         | 997                                          | Geza (hijo de Taksony) | • Príncipe de Hungría |        | Sarolta (950-?; princesa consorte de Hungría) | 970                                            | 997                                         | Arpad (904-1301)             |
|        |        | 997 25 de diciembre de 1000 | 25 de diciembre de 1000 15 de agosto de 1038 | Esteban I (San Esteban) (hijo de Geza) | • Príncipe de Hungría (997-25 de diciembre de 1000) • Rey de Hungría (1.º) (25 de diciembre de 1000-1038)                                                           |        | Gisela de Baviera (984-1059) (declarada beata en 1975) | 996                                            | 1038                                        | Arpad (904-1301)             |
|        |        | 15 de agosto de 1038        | septiembre de 1041                           | Pedro Orseolo, el Veneciano (1.er reinado) (Sobrino de Esteban I)                                                                                               | • Rey de Hungría (2.º) |        | Judit de Schweinfurt ((1010/15-2 de agosto de 1058) | 1038                                           | 1041                                        | Arpad (904-1301)             |
|        |        | septiembre de 1041          | 5 de julio de 1044 Batalla de Ménfő          | Samuel Aba (cuñado de Esteban I) | • Rey de Hungría (3.º) |        | Carlota (?-?), hermana de San Esteban I de Hungría | 1041                                           | 1044                                        | Arpad (904-1301)             |
|        |        | 5 de julio de 1044          | septiembre de 1046                           | Pedro Orseolo (2.º reinado) | • Rey de Hungría (2.º) |        | Judit de Schweinfurt (2.º periodo) | 1044                                           | 1046                                        | Arpad (904-1301)             |
|        |        | septiembre de 1046          | 6 de diciembre de 1060                       | Andrés I el Católico o el Blanco (Bisnieto de Taksony) | • Rey de Hungría (4.º) |        | Anastasia de Kiev (1023-1074/1096) | 1046                                           | 1060                                        | Arpad (904-1301)             |
|        |        | 6 de diciembre de 1060      | 11 de septiembre de 1063                     | Bela I el Campeón (Bisnieto de Taksony; hermano menor de Andrés I)                                                                                              | • Rey de Hungría (5.º) |        | Riquilda de Polonia (22 de septiembre de 1013-21 de mayo de 1075) | 1060                                           | 1063                                        | Arpad (904-1301)             |
|        |        | 11 de septiembre de 1063    | 14 de marzo de 1074                          | Salomón (hijo de Andrés I) | • Rey de Hungría (6.º) |        | Judit de Suabia (9 de abril de 1054 - 14 de marzo de 1105) | 1063                                           | 1074                                        | Arpad (904-1301)             |
|        |        | 14 de marzo de 1074         | 25 de abril de 1077                          | Geza I el Magno (hermano de Bela I) | • Rey de Hungría (7.º) |        | Sofía de Looz (1050-1075)Sinodia, princesa bizantina (12 de mayo de 1058-20 de diciembre de 1082) | 1074 1075                                      | 1075 1077                                   | Arpad (904-1301)             |
|        |        | 25 de abril de 1077         | 29 de julio de 1095                          | Ladislao I (San Ladislao) (hijo de Bela I y hermano menor de Geza I)                                                                                            | • Rey de Hungría (8.º) |        | Desconocida Adelaida de Rheinfelden (1060-1090) | ? 1077                                         | ? 1095                                      | Arpad (904-1301)             |
|        |        | 29 de julio de 1095         | 3 de febrero de 1116                         | Colomán el Bibliófilo (hermano de Geza I) | • Rey de Hungría (9.º) • Rey de Croacia |        | Felicia de Hauteville (1076-1110)Eufemia de Kiev (1099-4 de abril de 1139) | 1097 1112                                      | 1102 1113                                   | Arpad (904-1301)             |
|        |        | 3 de febrero de 1116        | 1 de marzo de 1131                           | Esteban II (hermano de Colomán) | • Rey de Hungría (10.º) • Rey de Croacia |        | Cristina de Capua, hermana de Roberto I de Capua (? – ?) Adelaida de Riedenbourg (? – ?) | 1120 ?                                         | ? 1131                                      | Arpad (904-1301)             |
|        |        | 28 de abril de 1131         | 13 de febrero de 1141                        | Bela II el Ciego (Grandson of Géza I, primo de Esteban II) | • Rey de Hungría • Rey de Croacia |        | Helena de Raška (?-1161) | 1 de marzo de 1131                             | 1141                                        | Arpad (904-1301)             |
|        |        | 16 de febrero de 1141       | 31 de mayo de 1162                           | Geza II (hermano de Bela II) | • Rey de Hungría • Rey de Croacia |        | Eufrosina de Kiev (1130-1193) | ??1141 (o 46)                                  | 1161 (o 62)                                 | Arpad (904-1301)             |
|        |        | 1161 (mayo)                 | 1161 (junio)                                 | Esteban III (1.er reinado) | • Rey de Hungría • Rey de Croacia |        | — (apenas tenía 14 años) | —                                              | —                                           | Arpad (904-1301)             |
|        |        | junio de 1162               | 14 de enero de 1163                          | Ladislao II (antirrey; hijo de Bela II y joven hermano de Geza II)                                                                                              | • Rey de Hungría • Rey de Croacia |        | — (Judit (1130-1171), se divorció de Ladislao II antes de 1148; Ladislao II fue coronado rey en 1162, así que no fue reina consorte) | —                                              | —                                           | Arpad (904-1301)             |
|        |        | 27 de enero de 1163         | 11 de abril de 1165                          | Esteban IV ((antirrey; hermano menor de Geza II, hijo de Bela II)                                                                                               | • Rey de Hungría • Rey de Croacia |        | María Comnena (1144-1190) | 1163                                           | 1165                                        | Arpad (904-1301)             |
|        |        | junio de 1162               | 4 de marzo de 1172                           | Esteban III (2.º reinado) | • Rey de Hungría • Rey de Croacia |        | Inés de Babenberg (1154-13 de enero de 1182) | 1166                                           | 1172                                        | Arpad (904-1301)             |
|        |        | marzo de 1172               | 23 de abril de 1196                          | Bela III Alexios (hermano menor de Esteban III, hijo de Geza II)                                                                                                | • Rey de Hungría • Rey de Croacia |        | Inés de Châtillon (1154-1184)Margarita de Francia (1158-1 de septiembre de 1197) | 1172? 1186                                     | 1184 (o 86) 1196                            | Arpad (904-1301)             |
|        |        | abril de 1196               | 30 de noviembre de 1204                      | Emerico (hermano de Bela III) | • Rey de Hungría • Rey de Croacia |        | Constanza de Aragón y Castilla (1179 – 23 de junio de 1222) | ?1196 o 8                                      | 1204                                        | Arpad (904-1301)             |
|        |        | 30 de noviembre de 1204     | 7 de mayo de 1205                            | Ladislao III (hermano de Emerico) | • Rey de Hungría • Rey de Croacia | —      | — (muere a los 6 años de edad sin tomar esposa) | —                                              | —                                           | Arpad (904-1301)             |
|        |        | 29 de mayo de 1205          | 21 de septiembre de 1235                     | Andrés II el Hierosolimitano (hermano de Emerico, hijo de Bela III)                                                                                             | • Rey de Hungría • Rey de Croacia |        | Gertrudis de Merania (24 de septiembre de 1185-28 de septiembre de 1213) Yolanda de Courtenay (1197- junio de 1233) Beatriz de Este (1210-11 de julio de 1239) | 1205 1215 1234                                 | 1213 1233 1235                              | Arpad (904-1301)             |
|        |        | 14 de octubre de 1235       | 3 de mayo de 1270                            | Bela IV, el Segundo Fundador (hijo de Andrés II) | • Rey de Hungría • Rey de Croacia |        | María Laskarina (ca.1206-1270) | 1235                                           | 1270                                        | Arpad (904-1301)             |
|        |        | mayo de 1270                | 6 de agosto de 1272                          | Esteban V (hijo de Bela IV) | • Rey de Hungría • Rey de Croacia |        | Isabel la Cumana (1240-1290/95) | 1270                                           | 1272                                        | Arpad (904-1301)             |
|        |        | 3 de septiembre de 1272     | 10 de julio de 1290                          | Ladislao IV el Cumano (hijo de Esteban V) | • Rey de Hungría • Rey de Croacia |        | Isabela de Anjou (1261-1304) | 1272                                           | 1290                                        | Arpad (904-1301)             |
|        |        | 23 de julio de 1290         | 14 de enero de 1301                          | Andrés III, el Veneciano (nieto de Andrés II) | • Rey de Hungría • Rey de Croacia |        | Fenenna de Polonia (1276-1295) Inés de Habsburgo (1281-1364) | 1290 1296                                      | 1295 1301                                   | Arpad (904-1301)             |
|        |        | 1301                        | en disputa hasta 1308                        | Carlos I Roberto | • Rey de Hungría • Rey de Croacia |        | María Rurik (1290-1305) | 1304                                           | 1305                                        | Interregno (1301-1307)       |
|        |        | 1301                        | 1305                                         | Wenceslao | • Rey de Hungría • Rey de Croacia • Rey de Bohemia |        | Viola Élizabeth de Cieszyn (ca. 1290-1317) | 1305                                           | 1305                                        | Interregno (1301-1307)       |
|        |        | 1305                        | 1307                                         | Otón (Bela V) | • Rey de Hungría • Rey de Croacia | —      | Estaba viudo en ese momento | —                                              | —                                           | Interregno (1301-1307)       |
|        |        | 17 de noviembre de 1308     | 16 de julio de 1342                          | Carlos I Roberto (Nápoles, 1288 - Visegrád, 16 de julio de 1342) Hijo de Carlos Martel de Anjou-Sicilia y Clemencia de Habsburgo nieto de Esteban V de Hungría) | • Rey de Hungría • Rey de Croacia |        | María Piast de Polonia (1295-1318) Beatriz de Luxemburgo (1305-11 de noviembre de 1319) Isabel Łokietek (1305-29 de diciembre de 1380) 6 de julio de 1320, en Visegrád; 5 hijos) | 1306 1318 1320                                 | 1317 1319 1342                              | Anjou-Sicilia (1308-1386)    |
|        |        | 21 de julio de 1342         | 10 de octubre de 1382                        | Luis I el Grande (Visegrád, 5 de marzo de 1326 - Nagyszombat, 10 de septiembre de 1382) Hijo de Carlos I de Hungría y de Isabel Piast de Hungría                | • Rey de Hungría • Rey de Croacia • Rey de Polonia |        | Margarita de Luxemburgo (24 de mayo de 1335 - 7 de septiembre de 1349) Visegrád, 3 de octubre de 1342, sin hijos Isabel de Bosnia (1339/40-1387) (Buda, 20 de junio de 1353, 3 hijos) | 1345 1353                                      | 1349 1382                                   | Anjou-Sicilia (1308-1386)    |
|        |        | 17 de septiembre de 1382    | 31 de diciembre de 1385                      | María I (Buda, 14 de abril de 1371 - Buda, 17 de mayo de 1395) (hija de Luis el Grande y Isabel de Bosnia) 1.ª reina (-reinante) de Hungría 1.º reinado         | • Reina de Hungría • Reina de Croacia |        | Segismundo de Luxemburgo (1368-1437), que la desplazará y se hará coronar rey húngaro. (Buda, 1 de noviembre de 1385; un hijo) |                                                |                                             | Anjou-Sicilia (1308-1386)    |
|        |        | 31 de diciembre de 1385     | 24 de febrero de 1386                        | Carlos II el Breve (Nápoles, 1345 -Visegrád, 24 de febrero de 1386) Hijo de Luis de Gravina y Margarita de Sanseverino; Bisnieto de Esteban V de Hungría        | • Rey de Hungría • Rey de Croacia Rey de Nápoles |        | Margarita de Durazzo (28 de julio de 1347 - 6 de agosto de 1412) (Nápoles, 24 de enero de 1369; 3 hijos) | 1385                                           | 1386                                        | Anjou-Sicilia (1308-1386)    |
|        |        | 24 de febrero de 1386       | 17 de mayo de 1395                           | María I (2.º reinado, con Segismundo) | • Reina de Hungría • Reina de Croacia |        | María actuó como reina y su consorte fue Segismundo hasta que este la desplazó del poder |                                                |                                             | Luxemburgo                   |
|        |        | 1387                        | 1437                                         | Segismundo | • Rey de Hungría • Rey de Bohemia • Emperador del Sacro Imperio Romano Germánico                                                                                    |        | Barbara de Celje (1392 – 11 de julio de 1451) | 1408                                           | 1437                                        | Luxemburgo                   |
|        |        | 1437                        | 1439                                         | Alberto el Magnánimo | • Rey de Hungría • Rey de Croacia • Rey de Bohemia |        | Isabel de Luxemburgo (7 de octubre de 1409 – 19 de diciembre de 1442) | 1437                                           | 1439                                        | Habsburgo                    |
|        |        | 1440                        |                                              | Ladislao V el Póstumo (1.º reinado, nada más nacer) | • Rey de Hungría • Rey de Croacia • Rey de Bohemia | —      | — | —                                              | —                                           | Habsburgo                    |
|        |        | 1440                        | 1444                                         | Vladislao I | • Rey de Hungría • Rey de Croacia • Rey de Polonia | —      | — (Vladislao I nunca se casó o tuvo hijos. Murió a los 20 años de edad.) | —                                              | —                                           | Jagellón (1440-1444)         |
|        |        | 1444                        | 1457                                         | Ladislao V el Póstumo (2.º reinado, a los 4 años) | • Rey de Hungría • Rey de Croacia • Rey de Bohemia | —      | — (no tuvo esposa. Murió a los 17 años de edad.) | —                                              | —                                           | Habsburgo                    |
|        |        | 1458                        | 1490                                         | Matías Corvino | • Rey de Hungría • Rey de Croacia • Rey de Bohemia |        | Catalina Poděbrady (11 de noviembre de 1449 – 8 de marzo de 1464) Beatriz de Nápoles (14 de noviembre de 1457 - 23 de septiembre de 1508) (Esposa de Matias I Corvino, después de Vladislao IV Jagellon)                                                                                                 | 1463 1476                                      | 1464 1490                                   | Hunyadi (1457-1490)          |
|        |        | 1490                        | 1516                                         | Vladislao II | • Rey de Hungría • Rey de Croacia • Rey de Bohemia |        | Bárbara de Brandeburgo (30 de mayo de 1464 - 4 de septiembre de 1515) Beatriz de Nápoles (14 de noviembre de 1457 - 23 de septiembre de 1508) (Viuda de Matías Corvino, vuelta a casar con Vladislao I; antes como esposa de Matías Corvino, 1476-1490) Ana de Foix-Candale (1484 – 26 de julio de 1506) | 1490 1490 1502                                 | 1500 1500 1506                              | Jagellón (1490-1526)         |
|        |        | 1508                        | 1526                                         | Luis II | • Rey de Hungría • Rey de Croacia • Rey de Bohemia |        | María de Habsburgo (1505-1558) | 22 de julio de 1515                            | 29 de agosto de 1526                        | Jagellón (1490-1526)         |
|        |        | 1526                        | 1540                                         | Juan I | • Rey de Hungría |        | Isabela Jagellón de Hungría (18 de enero de 1519-15 de septiembre de 1559) | 1539                                           | 1540                                        | Szapolyai (1526-1570)        |
|        |        | 1540                        | 1570                                         | Juan II (rey contra Fernando I) | • Rey de Hungría • Rey de Croacia • Príncipe de Transilvania |        | |                                                |                                             | Szapolyai (1526-1570)        |
|        |        | 1526                        | 1564                                         | Fernando I | • Rey de Hungría • Rey de Croacia • Emperador germánico y Rey de Bohemia con el nombre de Fernando I                                                                |        | Ana Jagellón de Hungría y Bohemia (23 de julio de 1503 - 27 de enero de 1547) Hermana del rey Luis II de Hungría | 1526                                           | 1547                                        | Habsburgo (1526-1780)        |
|        |        | 1564                        | 1576                                         | Maximiliano I | • Rey de Hungría • Rey de Croacia • Emperador germánico con el nombre de Maximiliano II y Rey de Bohemia con el de Maximiliano I                                    |        | María de Austria y Avis (21 de junio de 1528 – 26 de febrero de 1603) | 25 de julio de 1564                            | 12 de octubre de 1576                       | Habsburgo (1526-1780)        |
|        |        | 1576                        | 1608                                         | Rodolfo I | • Rey de Hungría • Rey de Croacia • Emperador germánico y Rey de Bohemia con el nombre de Rodolfo II                                                                | —      | — (nunca se casó o tuvo descendencia) | —                                              | —                                           | Habsburgo (1526-1780)        |
|        |        | 1608                        | 1619                                         | Matías II | • Rey de Hungría • Emperador germánico y Rey de Bohemia con el nombre de Matías I                                                                                   |        | Ana de Habsburgo-Gonzaga (4 de octubre de 1585 - 15 de diciembre de 1618) | 1611                                           | 1618                                        | Habsburgo (1526-1780)        |
|        |        | 1618                        | 1637                                         | Fernando II | • Rey de Hungría • Rey de Croacia • Emperador germánico y Rey de Bohemia con el nombre de Fernando II                                                               |        | Leonor Gonzaga (23 de septiembre de 1598 - 27 de junio de 1655) | 4 de febrero de 1622                           | 15 de febrero de 1637                       | Habsburgo (1526-1780)        |
|        |        | 1625                        | 1657                                         | Fernando III | • Rey de Hungría • Rey de Croacia • Emperador germánico y Rey de Bohemia con el nombre de Fernando III                                                              |        | María Ana de Austria y Austria-Estiria (18 de agosto de 1606 - 13 de mayo de 1646) María Leopoldina de Habsburgo (6 de abril de 1632 - 7 de agosto de 1649) Leonor Gonzaga-Nevers (18 de noviembre de 1630– 6 de diciembre de 1686)                                                                      | 15 de febrero de 1637 1648 30 de abril de 1651 | 13 de mayo de 1646 1649 2 de abril de 1657  | Habsburgo (1526-1780)        |
|        |        | 1647                        | 1654                                         | Fernando IV | • Rey de Hungría • Rey de Bohemia y Rey de Romanos | —      | — (murió a los 20 años de viruela, sin haberse casado) | —                                              | —                                           | Habsburgo (1526-1780)        |
|        |        | 1655                        | 1705                                         | Leopoldo I | • Rey de Hungría • Rey de Croacia • Emperador germánico y Rey de Bohemia con el nombre de Leopoldo I                                                                |        | Margarita Teresa de Austria (12 de julio de 1651 – 12 de marzo de 1673) Claudia Felizitas de Habsburgo (30 de mayo de 1653 - 8 de abril de 1676) Leonor Magdalena de Palatinado-Neoburgo (6 de enero de 1655, - 19 de enero de 1720)                                                                     | 1666 1673 14 de diciembre de 1676              | 1673 1676 5 de mayo de 1705                 | Habsburgo (1526-1780)        |
|        |        | 1687                        | 1711                                         | José I | • Rey de Hungría • Rey de Croacia • Emperador germánico y Rey de Bohemia con el nombre de José I                                                                    |        | Guillermina Amalia de Brunswick-Luneburgo (21 de abril de 1673 – 10 de abril de 1742) | 5 de mayo de 1705                              | 17 de abril de 1711                         | Habsburgo (1526-1780)        |
|        |        | 1711                        | 1740                                         | Carlos III | • Rey de Hungría • Rey de Croacia • Emperador germánico con el nombre de Carlos VI y Rey de Bohemia con el de Carlos II                                             |        | Isabel Cristina de Brunswick-Wolfenbüttel (28 de agosto de 1691 - 21 de diciembre de 1750) | 1711                                           | 1740                                        | Habsburgo (1526-1780)        |
|        |        | 1740                        | 1780                                         | María Teresa | • Reina de Hungría • Reina de Bohemia |        | Francisco III de Lorena, quien se convierte en el emperador germánico. María Teresa será entonces Reina de Hungría y no reina consorte. |                                                |                                             | Habsburgo (1526-1780)        |
|        |        | 1780                        | 1790                                         | José II | • Rey de Hungría • Rey de Croacia • Emperador germánico y Rey de Bohemia con el nombre de José II                                                                   |        | — (casado dos veces, ambas fallecieron antes de ser coronado) |                                                |                                             | Habsburgo-Lorena (1780-1918) |
|        |        | 1790                        | 1792                                         | Leopoldo II | • Rey de Hungría • Rey de Croacia • Emperador germánico y Rey de Bohemia con el nombre de Leopoldo II                                                               |        | María Luisa de Borbón (24 de noviembre de 1745 - 15 de mayo de 1792) | 20 de febrero de 1790                          | 1 de marzo de 1792                          | Habsburgo-Lorena (1780-1918) |
|        |        | 1792                        | 1835                                         | Francisco I | • Rey de Hungría • Rey de Croacia • Emperador germánico hasta 1806 con el nombre de Francisco II • Emperador de Austria y Rey de Bohemia con el nombre de Francisco |        | María Teresa de las Dos Sicilias (6 de junio de 1772 - 13 de abril de 1807) María Luisa de Austria-Este (14 de diciembre de 1787 - 7 de abril de 1816) Carolina Augusta de Baviera ( 8 de febrero de 1792 - 9 de febrero de 1873)                                                                        | 14 de julio de 1792 6 de enero de 1808 1816    | 6 de agosto de 1806 7 de abril de 1816 1835 | Habsburgo-Lorena (1780-1918) |
|        |        | 1830                        | 1848                                         | Fernando V | • Rey de Hungría • Rey de Croacia • Emperador de Austria con el nombre de Fernando I y Rey de Bohemia                                                               |        | Ana María de Cerdeña (19 de septiembre de 1803 – 4 de mayo de 1884) | 1831                                           | 1848                                        | Habsburgo-Lorena (1780-1918) |
|        |        | 1848                        | 1916                                         | Francisco José I | • Rey de Hungría • Rey de Croacia • Emperador de Austria y Rey de Bohemia con el nombre de Francisco José I                                                         |        | Isabel de Baviera (24 de diciembre de 1837 – 10 de septiembre de 1898) | 24 de abril de 1854                            | 10 de septiembre de 1898                    | Habsburgo-Lorena (1780-1918) |
|        |        | 1916                        | 1918                                         | Carlos IV | • Rey de Hungría • Rey de Croacia • Emperador de Austria con el nombre de Carlos I y Rey de Bohemia                                                                 |        | Zita de Borbón-Parma (9 de mayo de 1892 - 14 de marzo de 1989) | 1916                                           | 1918                                        | Habsburgo-Lorena (1780-1918) |